# Seznam cerkva v Sloveniji (Ž)
|  | Seznam cerkva: A B C Č D E F G H I J K L M N O P R S Š T U V W Z Ž |

- Za Žalostno Mater Božjo glej Marija

## Žiga
| Slika                     | Cerkev | Naselje   | Župnija    | Škofija |
| ------------------------- | ------ | --------- | ---------- | ------- |
| Klikni za spremembo slike | Žiga   | Polhovica | Šentjernej | NM      |